# Донський (хутір)
Донський (рос. Донской) — хутір у Кагальницькому сільському поселенні Азовського району Ростовської області.
Село розташоване у дельті Дону на острові, на правому березі Дону.
Населення на 2010 рік 162 особи.

## Історія
1696 року під час 2-го походу московського царя Петра І на Азов біля Петровського влаштували московську гарматну батарею, а нижче Доном, де зараз Донський хутір, було неводище для риболовлі государю. Так неводище прозвали Государевим.
Власне Государів хутір виник після 1774 року.
На початку XIX ст. зведено кам'яний храм.
На 1859 рік Государівський козацький хутір відносився до Єлісаветівського юрту налічував 86 дворових господарств, 414 осіб (212 чоловіків та 202 жінок); православний молитовний будинок; 31 рибальська ватага.
На 1873 рік Государів хутір налічував 139 дворових садиб, 24 бездворових садиб; 1034 особи (619 чоловіків й 415 жінок)).
За радянської влади Государів хутір перейменували на Донський хутір, а донсько-козацький Єлісаветівський юрт скасували.
1922 року хуторяни продали свою церкву сусідньому хутору Коханову за декілька сот пудів пшениці та 3 дерев'яних амбара.

## Пам'ятки
- Православний храм Государева хутора початку XIX ст.
- Родовий будинок козака І. А. Нефедова 1-ї половини XIX ст.
- Родовий будинок козака Шинкаренка
- Будинок з магазином купця Ілоусова
- Родовий будинок козака Д. Н. Ірхіна